# Jettenbach (Bawaria)
Jettenbach – miejscowość i gmina w Niemczech, w kraju związkowym Bawaria, w rejencji Górna Bawaria, w regionie Südostoberbayern, w powiecie Mühldorf am Inn, wchodzi w skład wspólnoty administracyjnej Kraiburg am Inn. Leży około 15 km na południowy zachód od Mühldorf am Inn, nad Innem, przy linii kolejowej Rosenheim - Landshut.

## Demografia
| Rok  | Liczba mieszk. |
| ---- | -------------- |
| 1970 | 645            |
| 1987 | 722            |
| 2000 | 743            |
| 2005 | 738            |

### Struktura wiekowa
Dane o ludności z 31 grudnia 2008:
| Opis                                | Ogółem | Ogółem | Kobiety | Kobiety | Mężczyźni | Mężczyźni |
| ----------------------------------- | ------ | ------ | ------- | ------- | --------- | --------- |
| Jednostka                           | osób   | %      | osób    | %       | osób      | %         |
| Populacja                           | 702    | 100    | 352     | 50,14   | 350       | 49,86     |
| Wiek przedprodukcyjny (0–17 lat)    | 124    | 17,66  | 63      | 8,97    | 61        | 8,69      |
| Wiek produkcyjny (18–65 lat)        | 443    | 63,11  | 217     | 30,91   | 226       | 32,19     |
| Wiek poprodukcyjny (powyżej 65 lat) | 135    | 19,23  | 72      | 10,26   | 63        | 8,97      |

## Polityka
Wójtem gminy jest Alfons Obermaier, rada gminy składa się z 8 osób.
|      | JWG | Razem |
| 2008 | 8   | 8     |
| 2002 | 8   | 8     |

## Oświata
W gminie znajduje się przedszkole (25 miejsc).